# Анненков, Борис Глебович
Бори́с Гле́бович А́нненков (15 января 1952, Москва — 14 октября 2015, Хабаровск) — советский и российский учёный, член-корреспондент РАСХН (2003) и РАН (2014).

## Биография
Родился в 1952 году в Москве. В 1975 году окончил Благовещенский сельскохозяйственный институт и стал работать младшим научным сотрудником Всесоюзного НИИ сои.
В 1978 году перешёл на работу инженером-геоботаником Амурского филиала проектного института ДальГИПРОЗЕМ.
В 1979 году поступил в аспирантуру, по её окончании с 1983 года — старший научный сотрудник отдела картофелеводства Дальневосточного НИИ сельского хозяйства. В 1986 году, после защиты докторской диссертации, возглавил в этом институте отдел биотехнологий и защиты растений, и одновременно стал руководителем Дальневосточного селекционного центра. В 1988 году получил учёную степень старшего научного сотрудника.
В 2003 году избран членом-корреспондентом РАСХН. После объединения академий в 2014 году стал членом-корреспондентом РАН, состоял в Дальневосточном отделении РАН.
Скончался 14 октября 2015 года.

## Научные достижения
Разработал теоретические и практические основы защиты сортового картофеля от фитопатогенных вирусов и других инфекций в условиях Российского Приамурья. Является пионером в организации лаборатории стерильных культур, фитопатологии и оздоровления, микроклонального размножения и клеточной селекции сельскохозяйственных растений. Внес большой вклад в проведение эффективных селекционных работ по созданию новейших высокоустойчивых к болезням хабаровских сортов сельскохозяйственных культур (зерновых, сои, кукурузы, огурца, плодовых). Разработал ряд улучшенных способов селекционно-фитопатологической оценки и оздоровления картофеля; научные основы ведения грибоводства на Дальнем Востоке, а также наладил производство высококачественного посевного мицелия грибов.

## Награды, премии, почётные звания
- Почётная грамота Министерства сельского хозяйства РФ
- Почётная грамота Дальневосточного научно-методического центра Россельхозакадемии
- Почётная грамота губернатора Хабаровского края (2002)
- Золотая медаль XVIII Хабаровской международной выставки-ярмарки
- Имеет 7 авторских свидетельств и патентов на изобретения.

## Избранные труды
- Б. Г. Анненков и др. «Возделывание сельскохозяйственных культур по интенсивным технологиям: методические рекомендации» — Новосибирск: Сибирское отделение ВАСХНИЛ, 1990.
- Сорта картофеля для Приамурья: справочное пособие. — Хабаровск, 1997.
- Б. Г. Анненков, М. А. Макарова «Картофель в Приамурье: пособие огороднику и фермеру» — Хабаровск, 1998.
- Б. Г. Анненков, Н. В. Глаз, И. А. Толмачева «Научно-методические резервы результативной селекции хабаровских сортов картофеля» — Хабаровск, 2001.
- Б. Г. Анненков, В. Н. Макаров «Капусты в Приамурье» — Хабаровск, 2002.
- «Методические основы клеточной селекции картофеля» — Хабаровск, 2002.
- Б. Г. Анненков, В. Н. Макаров «Овощные пасленовые культуры в Приамурье» — Хабаровск, 2010.
- Б. Г. Анненков, М. А. Макарова «Болезни кукурузы в Приамурье» — Хабаровск, 2011.